# Войвож (приток Лемъю)
Войвож (устар. Вой-Вож) — река в России, протекает по Республике Коми. Устье реки находится в 175 км по левому берегу реки Лемъю. Длина реки составляет 21 км.

## Данные водного реестра
По данным государственного водного реестра России относится к Двинско-Печорскому бассейновому округу, водохозяйственный участок реки — Печора от водомерного поста у посёлка Шердино до впадения реки Уса, речной подбассейн реки — бассейны притоков Печоры до впадения Усы. Речной бассейн реки — Печора.
Код объекта в государственном водном реестре — 03050100212103000061074.